# Adrienne La Russa
Adrienne La Russa (New York, 15 maggio 1948) è un'attrice statunitense.

## Biografia
Italo-americana, è maggiormente conosciuta per il ruolo di Brooke Hamilton ne Il tempo della nostra vita, nella quale recitò dal 1975 al 1977. Fece inoltre alcune apparizioni in televisione come ospite tra la fine degli anni settanta e l'inizio degli anni ottanta ed ebbe un ruolo di supporto nella mini-serie Colorado, in cui La Russa interpretò Clemma Zendt, la figlia dei protagonisti della serie Levi e Lucinda Zendt. Alla fine degli anni sessanta lavorò anche in Italia, prendendo parte a quattro film.

## Vita privata
Nel 1984 sposò l'attore Steven Seagal, matrimonio che si concluse nel 1987 con il suo annullamento.

## Filmografia

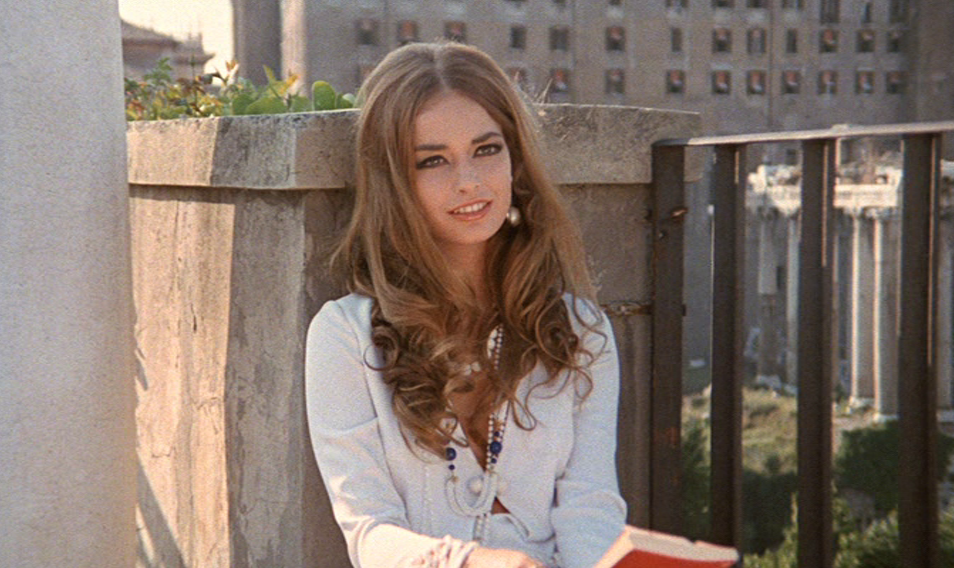
Adrienne La Russa in una scena del film La pecora nera (1968)

### Cinema
- La pecora nera, regia di Luciano Salce (1968)

- Salvare la faccia, regia di Rossano Brazzi (1969)
- Beatrice Cenci, regia di Lucio Fulci (1969)
- Keep It in the Family, regia di Larry Kent (1973)
- L'uomo che cadde sulla Terra (The Man Who Fell to Earth), regia di Nicolas Roeg (1976)
- Hanno ucciso un altro bandito, regia di Guglielmo Garroni (1976)
- Uncle Joe Shannon, regia di Joseph C. Hanwright (1978)

### Televisione
- Le strade di San Francisco (The Streets of San Francisco) – serie TV, episodio 3x08 (1974)
- Il cacciatore (The Manhunter) – serie TV, episodio 1x13 (1974)
- Uno sceriffo a New York (McCloud) – serie TV, episodio 6x03 (1975)
- Baretta – serie TV, episodio 3x21 (1977)
- Il tempo della nostra vita (Days of Our Lives) – serial TV, 265 episodi (1975-1977)
- La fuga di Logan (Logan's Run) – serie TV, episodio 1x07 (1977)
- Project UFO – serie TV, episodio 1x06 (1978)
- The Amazing Spider-Man – serie TV, episodio 1x04 (1978)
- Switch – serie TV, episodio 3x16 (1978)
- Colorado (Centennial) – miniserie TV, 3 puntate (1978-1979)
- Charlie's Angels – serie TV, episodio 4x05 (1979)
- Un uomo chiamato Sloane (A Man Called Sloane) – serie TV, episodio 1x11 (1979)
- Lobo (The Misadventures of Sheriff Lobo) – serie TV, episodio 2x12 (1981)
- Terror at Alcatraz, regia di Sidney Hayers – film TV (1982)
- General Hospital – serial TV, 6 episodi (1983)
- Due come noi (Jake and the Fatman) – serie TV, episodio 5x08 (1991)